# GSAT-8
O GSAT-8 (também chamado de INSAT-4G) é um satélite de comunicação geoestacionário indiano da série GSAT que está localizado na posição orbital de 55 graus de longitude leste, foi construído e também é operado pela Organização Indiana de Pesquisa Espacial (ISRO). O satélite foi baseado na plataforma I-3K (I-3000) Bus e sua expectativa de vida útil era de 12 anos.

## História
O satélite foi construído como parte do sistema INSAT. Antes do lançamento, o GSAT-8 foi transportada da Índia para o Aeroporto de Caiena-Rochambeau, na Guiana Francesa, por uma aeronave de carga Antonov An-124. O sucesso do lançamento foi uma recompensa para às perdas anteriores de dois satélites indianos lançados com o foguete GSLV.

## Lançamento
O satélite foi lançado com sucesso ao espaço em 19 de maio de 2011, às 20:38 UTC, por meio de um veículo Ariane 5 ECA a partir do Centro Espacial de Kourou, na Guiana Francesa, juntamente com o satélite ST-2. Ele tinha uma massa de lançamento de 3.093 kg.

## Capacidade
O GSAT-8 está equipado com 18 transponders de banda Ku e uma carga GAGAN.